# Nemanja Mitrović
Nemanja Mitrović (ur. 15 października 1992 w Lublanie) – słoweński piłkarz grający na pozycji obrońcy w klubie NK Maribor.

## Kariera klubowa
Nemanja początki swojej kariery spędził w młodzieżowych zespołach takich słoweńskich klubów jak NK Kamnik, NK Jarše czy NK Domžale. W 2008 roku wyjechał do Włoch, gdzie dołączył do drużyny juniorskiej klubu Internazionale, później reprezentował też barwy US Sassuolo i Bologna FC. Jednak w seniorskiej piłce zadebiutował w Słowenii, w barwach NK Olimpija Lublana.
Pierwszy kontrakt ze słoweńskim klubem podpisał w styczniu 2013 roku, a zadebiutował w lidze 7 kwietnia 2013 roku w meczu przeciwko NK Triglav Kranj. W sezonie 2012/13 rozegrał w sumie 8 meczów w Prva liga, a jego zespół zdobył wicemistrzostwo Słowenii.
Nemanja powoli stawał się kluczową postacią słoweńskiej drużyny. Już w sezonie 2013/14 rozegrał 24 mecze jako środkowy obrońca. Grając w słoweńskiej Olimpiji, udało mu się wywalczyć Mistrzostwo Słowenii w sezonie 2015/16. Pod koniec ostatniego sezonu spędzonego w klubie otrzymał opaskę kapitańską.
W roku 2017 Mitrović, podpisując czteroletni kontrakt, przeszedł do polskiego klubu Jagiellonia Białystok. W żółto-czerwonych barwach zadebiutował 9 września 2017 roku w zremisowanym meczu przeciwko Cracovii.

## Kariera reprezentacyjna
Młodzieżowy reprezentant Słowenii w kadrach od U-15 do U-21. W dorosłej reprezentacji zadebiutował 27 marca 2018 w przegranym 0:2 meczu z Białorusią.

## Statystyki kariery
(aktualne na dzień 15 grudnia 2017)
| Klub               | Sezon              | Liga               | Liga  | Liga   | Puchar | Puchar | Europa | Europa | Suma  | Suma   |
| Klub               | Sezon              | Liga               | Mecze | Bramki | Mecze  | Bramki | Mecze  | Bramki | Mecze | Bramki |
| ------------------ | ------------------ | ------------------ | ----- | ------ | ------ | ------ | ------ | ------ | ----- | ------ |
| NK Olimpija        | 2012/13            | Prva liga          | 8     | 1      | 2      | 0      | –      | –      | 10    | 1      |
| NK Olimpija        | 2013/14            | Prva liga          | 24    | 0      | 5      | 0      | 2      | 0      | 31    | 0      |
| NK Olimpija        | 2014/15            | Prva liga          | 34    | 4      | 2      | 0      | –      | –      | 36    | 4      |
| NK Olimpija        | 2015/16            | Prva liga          | 32    | 0      | 0      | 0      | –      | –      | 32    | 0      |
| NK Olimpija        | 2016/17            | Prva liga          | 13    | 0      | 3      | 0      | –      | –      | 16    | 0      |
| Jagiellonia        | 2017/18            | Ekstraklasa        | 9     | 0      | –      | –      | –      | –      | 9     | 0      |
| Ogólnie w karierze | Ogólnie w karierze | Ogólnie w karierze | 120   | 5      | 12     | 0      | 2      | 0      | 134   | 5      |

## Sukcesy

### Jagiellonia Białystok
- Wicemistrzostwo Polski (1): 2017/18

### Olimpija Lublana
- Mistrzostwo Słowenii (1): 2015/16